# Атомна теория
Атомна теория или Теория на атома във физиката и химията е теория за състава на материята и по-точно на веществото, според която то е съставено отделни единици — атоми, а не се поддава на безкрайно делене. Началото на теорията е поставено като философска концепция в древна Гърция (Демокрит) и Индия и в началото на 19 век става общоприета в науката, след като откритията в химията доказват, че веществото е съставено от частици.
Думата „атом“ (от старогръцки atomos, 'неделим') се използва за обозначаване на основната частица на даден химичен елемент, защото по онова време химиците смятат, че това е най-малката неделима частица на веществото. Към началото на 20 век обаче, чрез редица експерименти по електромагнетизъм и радиоактивност физиците установяват, че „неделимият атом“ всъщност е конгломерат от различни субатомни частици (основно електрони, протони и неутрони), които могат да съществуват отделно една от друга. Всъщност при някои екстремни условия като например в неутронните звезди стойностите на налягането и температурата са такива, че атомите не могат да съществуват. След като се установява, че атомите са на практика делими, физиците въвеждат названието „елементарни частици“ за да опишат неделимите частици. Разделът от физиката, изучаващ субатомните частици, се нарича физика на елементарните частици и неговата основна цел е да се разкрие фундаменталната природа на материята.

## Откриване на атомите и молекулите

### Химически закони
Към края на 18 век са установени два химически закона, при чието извеждане не е било използвано понятието за атом. Първият е Закон за запазване на масата, формулиран от Антоан Лавоазие през 1789 г., според който общата маса на веществата в химична реакция остава постоянна (реактантите имат същата обща маса като продуктите на реакцията).. Вторият закон е законът за постоянство на състава (закон за постоянния състав) на химичните съединения. Изведен е за първи път от френския химик Жозеф Пруст през 1799 г., и постановява, че „химичните съединения имат винаги постоянен състав независимо от начина на получаването им“. Или, ако едно съединение бъде редуцирано на съставните му елементи, масите на съставляващите ще бъдат винаги в една и съща пропорция, независимо от количеството или източника на съединението.

### Теория на Далтон
Следват откритията на Джон Далтон, които изиграват решаваща роля за възприемане на понятието за атом. Той продължава работата на французите, като формулира закона за кратните отношения: „Когато два елемента образуват помежду си две или повече съединения, еднакви масови количества от единия елемент се съединяват с различни масови количества от другия елемент, които се отнасят помежду си както цели числа“. Например Пруст изучавал калаен оксид и установил, че масите на калая и кислорода са винаги в точно определено съотношение. Далтон изчислява, че 100 г. калай се съединяват или с 13,5 г. кислород или с 27 г. (в зависимост от вида на оксида); т.е. 13,5 и 27 са в съотношение 1:2. Според него една атомистична теория може елегантно да обясни тази обща закономерност в химията — в конкретния случай, един атом калай ще се съедини точно с един или точно с два атома кислород.
Далтон прави извода, че всеки химичен елемент се състои от атоми от един, уникален вид, които не могат да бъдат променяни или разрушавани с химически методи, но могат да се съчетават и да образуват по-сложни химични съединения. Тъй като той стига до това заключение чрез експерименти и анализ на резултатите, това поставя началото на истинската научна теория на атома.
През 1803 г. Далтон представя устно първия списък на относителни атомни тегла на някои вещества и публикува съответната статия през 1805, но не пояснява как точно е достигнал до резултатите си. Точният метод е съобщен през 1807 г. от неговия познат химик Томсън в третото издание на неговия учебник A System of Chemistry. В крайна сметка Далтон написва собствен учебник, A New System of Chemical Philosophy, 1808 г., където го описва.
Далтон оценява атомните тегла на елементите според пропорциите на съответните маси, с които те се съединяват един с друг, като за единица приема водорода. Той обаче не взема предвид, че при някои елементи няма единични атоми, а те се съединяват в молекула – например кислородът съществува като O2. Друга негова грешка е допускането, че най-простото съединение на произволни два елемента съдържа винаги по един атом от двата и по този начин според него водата е с формула HO, не H2O). Това, заедно и с неточността на апаратурата му, води до големи грешки в неговите таблици. Той изчислява например, че атомът на кислорода е 5,5 пъти по-тежък от атома на водорода, а той е всъщност 16 пъти по-тежък.

### Откриване на молекулите
Недостатъците на теорията на Далтон са коригирани през 1811 от Амедео Авогадро. Авогадро предлага хипотезата (наречена по-късно закон на Авогадро), че един мол от произволен газ при еднаква температура и налягане заема един и същ обем и съдържа еднакъв брой молекули (с други думи, масата на газовите частици не влияе на заемания обем). Авогадро прави изводи за строежа на молекулата на много газове, като изследва точните обеми, при които те реагират един с друг. Например: след като два литра водород реагират само с един литър кислород и резултатът е два литра водни пари (при постоянна температура и налягане) следва, че всяка молекула кислород се разделя на две, за да образува две молекули вода. Така Авогадро прави по-точни оценки на атомната маса на кислорода и други химични елементи и потвърждава разликата между атоми и молекули.
През 1827 г. шотландският ботаник Робърт Браун наблюдава движението на цветен прашец върху водна повърхност и забелязва, че те променят движението си хаотично без видима причина. Доста по-късно, през 1905 г., Алберт Айнщайн предполага, че това Брауново движение е породено от водните молекули, които непрекъснато удрят цветните прашинки, и развива математичен модел, който го описва. Този модел е експериментално доказан през 1908 г. от френския физик Жан Батист Перен и така атомно-молекулната теория за строежа на веществото е потвърдена.

## Откриване на електрона
Атомите се считат за най-малките градивни частици на веществото до 1897 г., когато Джоузеф Джон Томсън открива съществуването на електрони чрез експериментите си с т.нар. катодни лъчи. От запоен стъклен балон, наречен тръба на Крук, се изтегля въздуха и се получава вакуум. В балона са монтирани електроди и при подаване на напрежение се генерират катодните лъчи, които създават светещо петно на мястото, където попадат върху балона. Томсън открива, че катодните лъчи могат да се отклоняват чрез прилагането на електрично поле (в допълнение на отклоняването им от магнитно поле, което е вече известно). Неговото заключение е, че тези лъчи не са някаква форма на светлината, а представляват много малки частици с отрицателен електричен заряд които той нарича корпускули (по-късно те са преименувани на електрони от други учени).
Томсън счита, че частиците се появяват от газовите молекули около катода. Така той стига до заключението, че атомите са делими и са съставени от корпускули. За да обясни отрицателния им заряд, той предполага че те са разположени в облак от положителен заряд и наподобява този модел на пудинг със стафиди (на английски: plum pudding model)..
И така, в края на 19 век се счита, че атомът е подобен на пудинг със стафиди: веществото с положителен заряд запълва равномерно целия атом; а електроните са разпръснати в това вещество като стафиди в пудинг.

## Откриване на ядрото
Томсоновият модел обаче бързо е опроверган през 1909 г. от един от неговите студенти, Ърнест Ръдърфорд, който открива експериментално, че почти цялата маса и положителният заряд на атома са концентрирани в една много малка част от неговия обем, която той приема, че се намира в центъра му.
В експеримента на Ханс Гайгер и Ернст Марсден (сътрудници на Ръдърфорд) тънко златно фолио се бомбардира с алфа частици и тяхното отклонение се измерва върху флуоресцентен екран. Като отчитат изключително малката маса на електроните, големия импулс на алфа частиците и равномерното разпределение на електроните според модела на Томсън, експериментаторите очакват всички алфа частици да преминат през фолиото без да се отклоняват значително. За тяхна изненада, една малка част от алфа частиците се отклоняват твърде силно (виж илюстрацията).
Поради това Ръдърфорд предлага нов модел на атома – модел на Ръдърфорд или планетарен модел — в който облак от електрони обикалят около малко компактно атомно ядро с положителен заряд. Единствено такава концентрация на заряд би породила електрично поле с достатъчна сила, за да причини наблюдаваното отклонение.

## Първи стъпки към квантов модел
Планетарният модел на атома има два сериозни недостатъка. Първият е, че за разлика от планетите, обикалящи около Слънцето, електроните са заредени частици. Известно е, че при ускоряване на електричен заряд се наблюдава електромагнитно излъчване според теорията на класическия електромагнетизъм; затова един заряд, движещ се по орбита, би излъчвал и губил енергия и в крайна сметка би паднал върху ядрото. Вторият проблем е, че планетарният модел не може да обясни острите пикове на експериментално наблюдаваните емисионни и абсорбционни спектри на атомите.
В началото на 20 век във физиката настъпва революция с идването на квантовата теория. Макс Планк и Алберт Айнщайн постулират, че светлинната енергия се излъчва и поглъща на малки порции, наречени кванти (на латински: quanta, ед.ч. quantum). През 1913 г. Нилс Бор приема тази идея в създадения от него модел на атома, при който електронът обикаля около ядрото само по точно определени кръгови орбити с точни стойности на характеризиращите го величини момент на импулса и енергия, като разстоянието му от ядрото (радиусът на орбитата) е пропорционално на енергията на електрона. Според този модел електронът не може да влезе в спирално падане, като в модела на Ръдърфорд, защото не може непрекъснато да губи енергия; вместо това може да извършва мигновени преходи между две нива с различна енергия. Когато това става, се излъчва или поглъща светлина с честота, пропорционална на промяната в енергията на електрона (това обяснява емисионните и абсорбционни спектрални линии и дискретния характер на спектъра.
Моделът на Бор не е перфектен. Той обяснява само емисионния спектър на водорода, но не може да обясни спектрите на атоми с повече електрони. Дори, с усъвършенствуването на техниката на спектроскопията, в спектъра на водорода се появяват линии, които моделът не може да обясни. През 1916 г. Арнолд Зомерфелд включва в модела на Бор елиптични орбити, за да обясни допълнителните емисионни линии, но той все още не може да обясни спектрите на по-сложни атоми.

## Откриване на изотопите
Експерименталните данни на Фредерик Соди, получени от него по време на експерименти с продукти на радиоактивност през 1913 г. сочат, че на едно и също място от Периодичната система трябва да има по повече от един елемент. Думата изотоп, създадена за означаването на такива елементи, е предложена от неговата приятелка Маргарет Тод.
През същата година Джоузеф Джон Томсън провежда експеримент, в който поток от йони на неон се насочва през магнитно и електрично полета и попада върху фотографска плака. Той регистрира две петна върху плаката, което предполага две различни траектории на отклоняване на снопа. Томсън стига до извода, че това се дължи на различната маса на някои от йоните. Природата на тази различна маса при атоми на един и същи химичен елемент е обяснена по-късно с откриването на неутрона през 1932 г.

## Изучаване на ядрото
През 1918 г. Ръдърфорд провежда експеримент, при който бомбардира газообразен азот с алфа частици и наблюдава излъчването на ядра на водород. Той стига до заключението, че ядрата на водородните атоми са получени от самите ядра на азотните атоми (на практика той извършва ядрено делене на азотните атоми). По-късно той установява, че положителният заряд на всеки атом се равнява винаги на заряда на цяло число водородни атоми. Това, заедно с факта, че водородът е най-лекият известен елемент и че атомната маса на всеки друг елемент се равнява винаги приблизително на масата на цяло число водородни атоми го води до извода, че водородните ядра са особени частици и са компонент на всички атомни ядра: открит е протонът. По-нататъшните експерименти на Ръдърфорд установяват, че масата на ядрото на повечето атоми превишава масата на протоните, които ги съставят; той предполага че тази маса в повече се дължи на дотогава неизвестни частици без заряд (неутрални) които съответно нарича "неутрони".
При бомбардиране на берилий с алфа частици през 1928 г. Валтер Боте наблюдава излъчване на електрически неутрални, но високопроникващи частици. По-късно се установява, че тези частици са способни да избият водородни атоми от парафин. В началото се смятало, че това са високоенергетични гама-лъчи, защото гама лъчите могат да избиват електрони от метали, но Джеймс Чадуик доказва, че наблюдаваният ефект на йонизация е твърде силен и не може да се дължи на електромагнитно излъчване. През 1932 г. той облъчва с мистериозното „берилиево излъчване“ различни химични елементи, като водород и азот. Като измерва енергиите на получените заредени частици, той стига до извода, че всъщност това излъчване представлява поток от електрически неутрални частици с маса, близка до тази на протона..

## Квантови модели
През 1924 г. французинът Луи дьо Бройл предлага теорията, че всички движещи се частици и особено субатомните частици като електроните, демонстрират известно вълново поведение. Възприемайки тази идея, Ервин Шрьодингер работи върху математическата формула на движението на електрона в атома като вълна. Неговото уравнение на Шрьодингер, публикувано през 1926 г. описва електрона като вълнова функция вместо като точкова частица. Този подход предсказва много от спектралните явления, които моделът на Бор не успява да обясни. Макар и удобна математически, концепцията е трудна за визуализация и възприемане и среща голяма съпротива. Един от критиците е Макс Борн, който предлага вълновата функция на електрона да не описва самия електрон, а по-скоро всичките му възможни състояния и по този начин би могла да се използва за изчисляване на вероятността за намиране на електрона на дадено място около ядрото. Това предложение е приемливо и за двете противоположни теории за електрона като частица или вълна и така се въвежда понятието корпускулярно-вълнов дуализъм. Според него електронът се държи едновременно като вълна и като частица. Например, при него може да се наблюдава дифракция като вълна, а има маса като частица.
Една последица от описването на електроните като вълни е това, че е математически невъзможно да се определят едновременно положението и импулсът на електрона; последното е известно като принцип на неопределеността на Хайзенберг, по името на Вернер Хайзенберг, който първи го формулира. Този принцип прави невалиден модела на Бор с неговите точно определени кръгови орбити. Съвременният модел на атома е моделът на атомните орбитали, който описва позицията на електроните спрямо ядрото само като вероятности. Един електрон може да се намира на всякакво разстояние от ядрото, но в зависимост от енергетичното ниво, е по-вероятно да се намира в някои зони, отколкото в други — именно този феномен е наречен атомна орбитала. Тя може да има най-различна форма - сфера, дъмбел, тор и др., но ядрото винаги е в центъра.